# ヴェリンガラ
ヴェリンガラ（Vélingara）は、セネガルカザマンス地方の都市。コルダから東へ123km、ジガンショールから311kmに位置している。
ガンビアのバセ・サンタ・スと結ばれる交通の要所でもある。首都ダカールからは南東へ570km離れた地点に位置する。

## 行政
コルダ州ヴェリンガラ県の県庁所在地である。

## 人口
住民はおもに、プル族、ソニンケ族、ウォロフ族、マンディンカ族である。1988年と2002年の人口センサスでは、
それぞれ14068人、20806人とされている。2007年の公式推計では23775人とされている。

## 地質環境

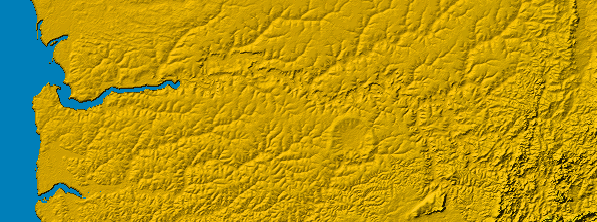
クレーター : ヴェリンガラ近郊を含む隕石の衝突 (NASAによる参考資料)

ヴェリンガラの南12kmの地点には、隕石の衝突によるものと推測される、直径48kmにわたるクレーターを観測することができる。これは1999年、NASAによる衛星写真によって発見された。

## 経済
主として商業と農業をもとに成り立っている。

## 姉妹都市
- ユイ（ベルギー、リエージュ州） - 1993年より

## 主な出身者
- ママドゥ・バルデ - サッカー選手（FCジロンダン・ボルドー - レギア・ワルシャワ（レンタル移籍） - FCジロンダン・ボルドー - クレルモン・フット）

## 参考資料・外部リンク
- Maps, weather and airports for Velingara（英語）
- Le site d'informations de la Région de Kolda（フランス語）
- Vélingara sur Planète Sénégal（フランス語）
- « 1 Festival international du Carrefour : Une vitrine sur les cultures peulh, kognadji...»（フランス語） (article Wal Fadjri, mai 2007)
- L'association "Solidarité Vélingara" veut venir en aide aux enfants de Vélingara en leur apportant une aide matérielle et sanitaire.（フランス語）